# Cornwallita
La cornwallita es un arseniato básico de cobre, conocido con el nombre de erinita al menos desde 1828. Este nombre hacía referencia a la localidad de Erin, en Limerick, Irlanda, donde Haidinger encontró el mineral. El nombre actual hace referencia a Cornualles, en Gran Bretaña, lugar en el que Zippe encontró el mineral en 1847, describiéndolo con ese nombre. Durante un cierto tiempo se consideraron dos especies distintas. Berry demostró utilizando difracción de rayos X que la erinita y la cornwallita eran el mismo mineral, proponiendo que se conservara el nombre de cornwallita (aunque el de erinita era anterior y debería considerarse preferente) dado que el nombre de erinita se había utilizado también para la calcofilita , y la coewallita era más típica de Cornualles que de Erin. Aunque no se especificó en la descripción original, se considera como localidad tipo la mina conocida como Wheal Gorland, en St Day, Cornualles.

## Propiedades físicas y químicas
La cornwallita cristaliza en el sistema monoclínico, siendo dimorfa de la cornubita, que lo hace en el triclínico. Es isoestructural con la psedomalaquita, de la que se diferencia por la presencia de arsénico en lugar del fósforo, y con la que forma una serie de soluciones sólidas. Suele encontrarse como agregados esferoidales o agrupaciones de microcristales, generalmento no muy bien definidos, o como formaciones botrioidales. También aparece como pseudomorfosis de otros minerales de cobre o de arsénico

## Yacimientos
La cornwallita es un mineral secundario, producido por la alteración de minerales que contienen arsénico y cobre. Es relativamente frecuente, asociado a otros arseniatos de cobre como la olivenita, la conicalcita o la clinoclasa. También aparece asociada a malaquita. Se ha identificado en más de 150 yacimientos, y probablemente aparezca en muchos más. En España son particularmente interesantes los ejemplares de cornwallita encontrados en la mina La Estrella, en Pardos (Guadalajara), en los que aparece asociada a malaquita e hidalgoita, y los de la mina La Reconquistada, en Mazarrón (Murcia), en los que se encuentra junto con olivenita.